# Nele Stuhler
Nele Stuhler (geboren am 13. August 1989 in Osterburg) ist eine deutsche Autorin, Regisseurin und Performerin.

## Leben
Nele Stuhler wurde im Jahr des Mauerfalls 1989 geboren und wuchs in Berlin auf. Sie studierte Philosophie an der FU, Angewandte Theaterwissenschaft in Gießen, Theaterschreiben in Graz sowie Regie an der Zürcher Hochschule der Künste. Sie schrieb Theaterstücke und Hörspiele. Ab 2007 arbeitete sie mit Jan Koslowski als Autoren- und Regiekollektiv „Stuhler/Koslowski“ zusammen. An der Universität Gießen gründete sie 2011 zusammen mit Stephan Dorn und Falk Rößler das Theaterkollektiv FUX, das nach „neuen theatralen Formaten“ sucht.
Ihr Text Keine Ahnung wurde zuerst in den Berliner Sophiensaelen auf die Bühne gebracht, dann als Hörstück im Deutschlandfunk gesendet und 2021 entstand daraus ihr Debütroman, „ein gedankenreich verwirrendes Buch über das Nichtwissen“, wie die Rezensentin der Tageszeitung schrieb. Stuhler habe sich zwei Jahre lang mit der Ahnungslosigkeit beschäftigt. Ihre Protagonistinnen sind zwei Frauen, die für entgegengesetzte Denkweisen stehen: Sandra für das Nicht-Verstehen, Kassandra für das Verstehen. Kassandra, die tragische Heldin der griechischen Mythologie, der niemand glaubte, mache Stuhler „zum Fixpunkt einer modernen Geschichte“. Stuhler bezieht sich dabei explizit auf Christa Wolfs Frankfurter Poetik-Vorlesung von 1982 über die Entstehung der Figur Kassandra ihrer gleichnamigen Erzählung. Eine eigentliche Handlung habe der Roman nicht, die meisten Seiten seien mit Gedankenströmen gefüllt. Stuhler schaffe es, „Denken, ein hyperaktives und ständig abgelenktes Denken, in Schreiben zu übersetzen“ und lande so stilistisch irgendwo zwischen Rainald Goetz und Ernst Jandl.
Im Jahr 2024 schrieb Stuhler das Theaterstück Und oder oder oder oder und und beziehungsweise und oder beziehungsweise oder und beziehungsweise einfach und, das am Münchner Marstall uraufgeführt wurde: Unter der Regie von FX Mayr und mit Bühnen- und Kostümbild von Korbinian Schmidt wurde das Stück als „hochintelligentes Assoziationstheater“ beschrieben, das sich mit Dichotomien in Sprache und Denken auseinandersetzt. Die Inszenierung wurde von den Schauspielern Robert Dölle, Pia Händler und Myriam Schröder getragen. Das Stück befasst sich mit sprachlichen Gegensätze und der Art, wie Denken und Handeln von scheinbaren Dichotomien geprägt sind.

## Werke

### Hörspiele
Co-Produktion mit FUX:
- 2017: FUX gewinnt 4/3, Deutschlandradio

Autorin und Regie:
- 2018: Mauerschau (Hörspielbearbeitung – Deutschlandradio)[7]
- 2020: Keine Ahnung (Original-Hörspiel – Deutschlandradio)[8]

### Theaterstücke und Roman
- Fische, Theaterstück, UA: Pfalztheater Kaiserslautern, 2019
- Die Leiden der jungen Wärter, Theaterstück mit Jan Koslowski, UA: Schauspielhaus Graz, 2019
- Keine Ahnung, Roman, Korbinian Verlag, Berlin 2021, ISBN 978-3-9821220-5-2
- Gaia googelt nicht, Komödie, UA: Deutsches Theater Berlin, 2021[9]
- Und oder oder oder oder und und beziehungsweise und oder beziehungsweise oder und beziehungsweise einfach und, Theaterstück, UA: Marstall, München, 2024.

## Auszeichnungen
- 2016: „Ponto Performance Preis“ mit der Gruppe FUX[10]
- 2016: Zweiter Platz beim Münchner Förderpreis für deutschsprachige Dramatik für das Theaterstück Fische
- 2018: Else-Lasker-Schüler-Stückepreis für Fische (Nachwuchs-Förderpreis des Else-Lasker-Schüler-Dramatikerpreises)
- 2020: Hörspiel des Monats August für Keine Ahnung